# 玉手山七郎
玉手山 七郎（たまてやま しちろう、1887年7月14日 - 1941年9月13日）は、福井県大野郡（現大野市）出身で大嶽部屋から雷部屋を経て中村部屋に所属した大相撲力士。本名は縁本 七郎。身長171cm、体重90kg。最高位は関脇。

## 来歴
大嶽部屋に入門し、1904年1月序ノ口となったがすぐに脱走。その後大坂相撲に加入し入幕したが、放駒の東京相撲への加入問題での混乱に嫌気が差して脱走し、東京相撲で幕内に附け出された。1914年1月大関駒ヶ嶽を外掛け、大関西ノ海をうっちゃりで預かりとなり、5月に新小結。1915年1月には関脇に昇進、衰退する雷部屋の盛り上げ役となった。その後は衰え1918年1月引退し、年寄大嶽となったが1920年廃業。その後は玉手山養鶏場を経営して、鶏卵・酒類販売業を営んで繁盛した。1941年9月、肝臓癌で死去。墓所は多磨霊園。

## 略歴
- 1904年1月 大嶽部屋（師匠:元幕下毛谷村六介）から初土俵を踏むが、後に脱走。
- 1911年2月 新入幕（番付外で復帰）。
- 1914年5月 小結に昇進。
- 1915年1月 関脇に昇進。
- 1918年1月 引退。年寄大嶽を襲名。
- 1920年1月 廃業。

## 主な成績
- 幕内戦績:55勝50敗16分3預26休（15場所）

| 1904年 （明治37年） | 序ノ口 –                 | (大坂相撲)            |
| 1905年 （明治38年） | (大坂相撲)               | (大坂相撲)            |
| 1906年 （明治39年） | (大坂相撲)               | (大坂相撲)            |
| 1907年 （明治40年） | (大坂相撲)               | (大坂相撲)            |
| 1908年 （明治41年） | (大坂相撲)               | (大坂相撲)            |
| 1909年 （明治42年） | (大坂相撲)               | (大坂相撲)            |
| 1910年 （明治43年） | (大坂相撲)               | (大坂相撲)            |
| 1911年 （明治44年） | 西前頭16枚目 4–3–3       | 西前頭15枚目 5–4 1分  |
| 1912年 （明治45年） | 東前頭7枚目 7–3          | 西前頭2枚目 2–6 1分   |
| 1913年 （大正2年） | 西前頭9枚目 2–2–3 2分1預 | 東前頭9枚目 6–1–1 2分 |
| 1914年 （大正3年） | 東前頭筆頭 5–2 2分1預    | 西小結 6–1 3分        |
| 1915年 （大正4年） | 西関脇 4–2–1 3分         | 東小結 4–4 1分1預     |
| 1916年 （大正5年） | 西関脇 1–6–3             | 西前頭3枚目 6–4       |
| 1917年 （大正6年） | 東小結 1–9               | 東前頭7枚目 1–3–6     |
| 1918年 （大正7年） | 西前頭12枚目 引退 1–0–9  |                       |
| 各欄の数字は、「勝ち-負け-休場」を示す。 優勝 引退 休場 十両 幕下 三賞：敢=敢闘賞、殊=殊勲賞、技=技能賞 その他：★=金星 番付階級：幕内 - 十両 - 幕下 - 三段目 - 序二段 - 序ノ口 幕内序列：横綱 - 大関 - 関脇 - 小結 - 前頭（「#数字」は各位内の序列） |                          |                       |

## 四股名変遷
- 狼 七郎（おおかみ しちろう） 1904年1月場所 - 1905年1月場所
- 小嵐 七郎（こあらし -）1905年6月場所（大坂）- 1908年1月場所
- 龍田川 七郎（たつたがわ -）1910年1月場所 -
- 小嵐 七郎（こあらし -）1910年1月場所 - 1911年2月場所（大坂相撲）
- 玉手山 勝司（たまてやま かつじ）1911年2月場所 - 1912年5月場所
- 玉手山 七郎（- しちろう）1913年1月場所 - 1918年1月場所